# Willy Druyts
Willy Druyts (Eeklo, 20 april 1930 - Antwerpen, 12 november 2010) was een Belgische kogelslingeraar en kogelstoter.

## Loopbaan
Druyts kwalificeerde zich in 1954 voor de Europese kampioenschappen van 1954 in Bern. Met een worp van 47,44 m geraakte hij echter niet in de finale van het kogelslingeren. Hij maakte dertien jaar deel uit van de Belgische atletiekploeg. Hij was aangesloten bij Beerschot Atletiek.
Na zijn atletiekloopbaan bleef Druyts zich inzetten voor de sport: hij was gewezen onder-voorzitter van de Koninklijke Belgische Boksbond en van de Provinciale Sportraad Antwerpen. Hij was tevens een van de initiatiefnemers van de Antwerp 10 Miles. Daarnaast was hij ook ere-voorzitter van Panathlon. Willy Druyts was ook jaren lid van de Geelse Sportraad.
Hij overleed aan de gevolgen van kanker.
Druyts is de vader van zangeres Natalia.

## Palmares

### kogelslingeren
- 1954: series EK - 47,44 m
- 1955: 4e Interl. Ned.-België te Den Haag - 41,93 m
- 1957:  Interl. België-Ned. te Antwerpen - 47,47 m